# BWF Grand Prix 2010
Der BWF Grand Prix 2010 war die vierte Auflage des BWF Grand Prix im Badminton. 

## Verlauf
Der Grand Prix 2010 startete am 2. März 2010 mit den German Open. Im Jahr 2010 gehörten zum Grand Prix die Australian Open, Bitburger Open, Canada Open, Chinese Taipei Open, Dutch Open, German Open, India Open, Macau Open, New Zealand Open, Russian Open, Thailand Open, US Open, Vietnam Open, der Korea Open Grand Prix, Indonesia Open Grand Prix Gold, India Open Grand Prix und der Malaysia Open Grand Prix Gold. Die New Zealand Open und die Thailand Open wurden jedoch abgesagt.

## Die Sieger
| Veranstaltung       | Herreneinzel            | Dameneinzel       | Herrendoppel                         | Damendoppel                                       | Mixed                                   |
| ------------------- | ----------------------- | ----------------- | ------------------------------------ | ------------------------------------------------- | --------------------------------------- |
| India Open          | Alamsyah Yunus          | Saina Nehwal      | Fairuzizuan Tazari Zakry Abdul Latif | Yao Lei Shinta Mulia Sari                         | Valiyaveetil Diju Jwala Gutta           |
| Malaysia Open GPG   | Lee Chong Wei           | Yip Pui Yin       | Hendra Setiawan Markis Kido          | Duanganong Aroonkesorn Kunchala Voravichitchaikul | Devin Lahardi Fitriawan Liliyana Natsir |
| Macau Open          | Lee Chong Wei           | Li Xuerui         | Ko Sung-hyun Yoo Yeon-seong          | Cheng Wen-hsing Chien Yu-chin                     | Tontowi Ahmad Liliyana Natsir           |
| Chinese Taipei Open | Simon Santoso           | Cheng Shao-chieh  | Jung Jae-sung Lee Yong-dae           | Kim Min-jung Lee Hyo-jung                         | Hendra Gunawan Vita Marissa             |
| Bitburger Open      | Chen Long               | Liu Xin           | Mathias Boe Carsten Mogensen         | Pan Pan Tian Qing                                 | Zhang Nan Zhao Yunlei                   |
| German Open         | Bao Chunlai             | Wang Xin          | Chai Biao Zhang Nan                  | Ma Jin Wang Xiaoli                                | Yohan Hadikusumo Wiratama Tse Ying Suet |
| Russian Open        | Takuma Ueda             | Ayane Kurihara    | Vladimir Ivanov Ivan Sozonov         | Valeria Sorokina Nina Vislova                     | Alexandr Nikolaenko Valeria Sorokina    |
| Australia Open      | Nguyễn Tiến Minh        | Seo Yoon-hee      | Hiroyuki Endo Kenichi Hayakawa       | Kim Min-seo Lee Kyung-won                         | Cho Gun-woo Kim Min-seo                 |
| Canadian Open       | Taufik Hidayat          | Zhu Lin           | Fang Chieh-min Lee Sheng-mu          | Cheng Wen-hsing Chien Yu-chin                     | Lee Sheng-mu Chien Yu-chin              |
| US Open             | Rajiv Ouseph            | Zhu Lin           | Fang Chieh-min Lee Sheng-mu          | Cheng Wen-hsing Chien Yu-chin                     | Michael Fuchs Birgit Overzier           |
| Vietnam Open        | Chen Yuekun             | Ratchanok Intanon | Mohammad Ahsan Bona Septano          | Ma Jin Zhong Qianxin                              | He Hanbin Ma Jin                        |
| Dutch Open          | Sho Sasaki              | Juliane Schenk    | Hirokatsu Hashimoto Noriyasu Hirata  | Valeria Sorokina Nina Vislova                     | Alexandr Nikolaenko Valeria Sorokina    |
| Indonesia GPG       | Taufik Hidayat          | Ratchanok Intanon | Mohammad Ahsan Bona Septano          | Luo Ying Luo Yu                                   | Tontowi Ahmad Liliyana Natsir           |
| Korea GP            | Bao Chunlai             | Liu Xin           | Jung Jae-sung Lee Yong-dae           | Jung Kyung-eun Yoo Hyun-young                     | Yoo Yeon-seong Kim Min-jung             |
| India GP            | Dionysius Hayom Rumbaka | Zhou Hui          | Mohammad Ahsan Bona Septano          | Xia Huan Tang Jinhua                              | Liu Peixuan Tang Jinhua                 |